# Brylkinieae
Tribu

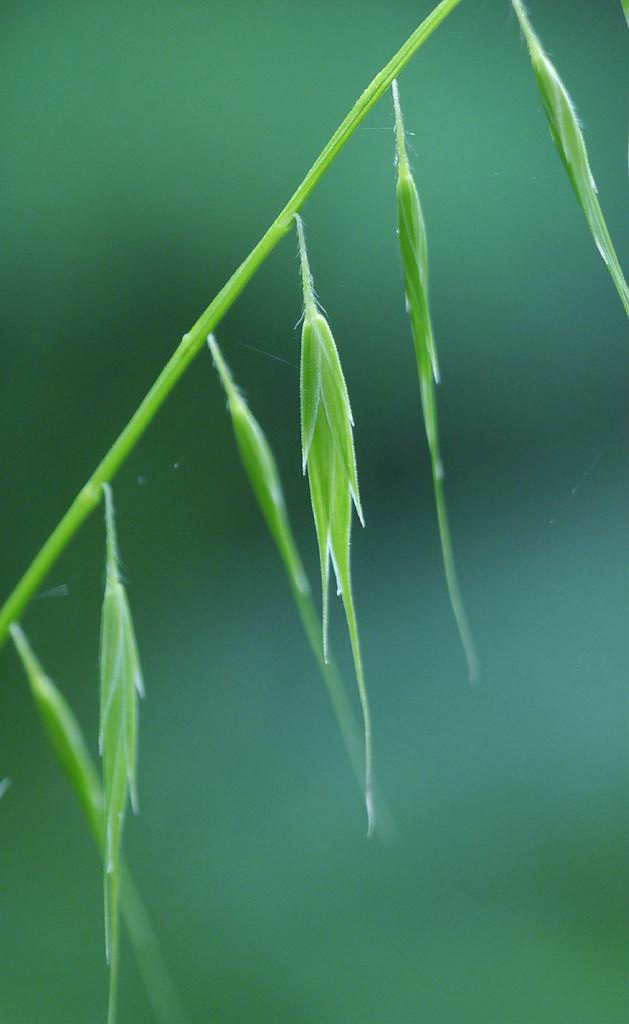

Les Brylkinieae sont une tribu de plantes monocotylédones de la famille des Poaceae, sous-famille des Pooideae.
Cette tribu regroupe 4 espèces rattachées à 2 genres : Brylkinia et Koordersiochloa (syn. Streblochaete) .